# Acrida formosana
Acrida formosana is een rechtvleugelig insect uit de familie veldsprinkhanen (Acrididae). De wetenschappelijke naam van deze soort is voor het eerst geldig gepubliceerd in 1963 door Steinmann.
1. ↑  (en) Acrida formosana op de IUCN Red List of Threatened Species.